# Список особо охраняемых природных территорий Хакасии
По состоянию на 29 мая 2023 года в Республике Хакасия насчитывалось 18 особо охраняемых природных территорий (ООПТ) общей площадью 931,5 тысяч га или 15,1 % от площади субъекта. 16 из них имели статус регионального значения (в том числе два природных парка, шесть государственных природных заказников и восемь памятников природы; общая площадь — 409,8 тысяч га или 6,65 % от территории республики). Ещё двум присвоено федеральное значение (один государственный природный заповедник и один государственный природный заказник; общая площадь — 521,7 тысяч га или 8,47 % от площади республики).
ООПТ создаются в целях сохранения природных комплексов, представляющих хозяйственную, научную, культурно-историческую или просветительскую ценность. Их статус и правовое положение в Хакасии определяются законом «Об особо охраняемых природных территориях Республики Хакасия» (№ 12) от 20 октября 1992 года. Он регулирует отношения в области организации, охраны и использования ООПТ для защиты уникальных и типичных природных комплексов, природных ландшафтов и других природных объектов региона, объектов растительного и животного мира, их генетического фонда, изучения естественных процессов в биосфере и контроля за изменением её состояния, экологического воспитания населения.

## История

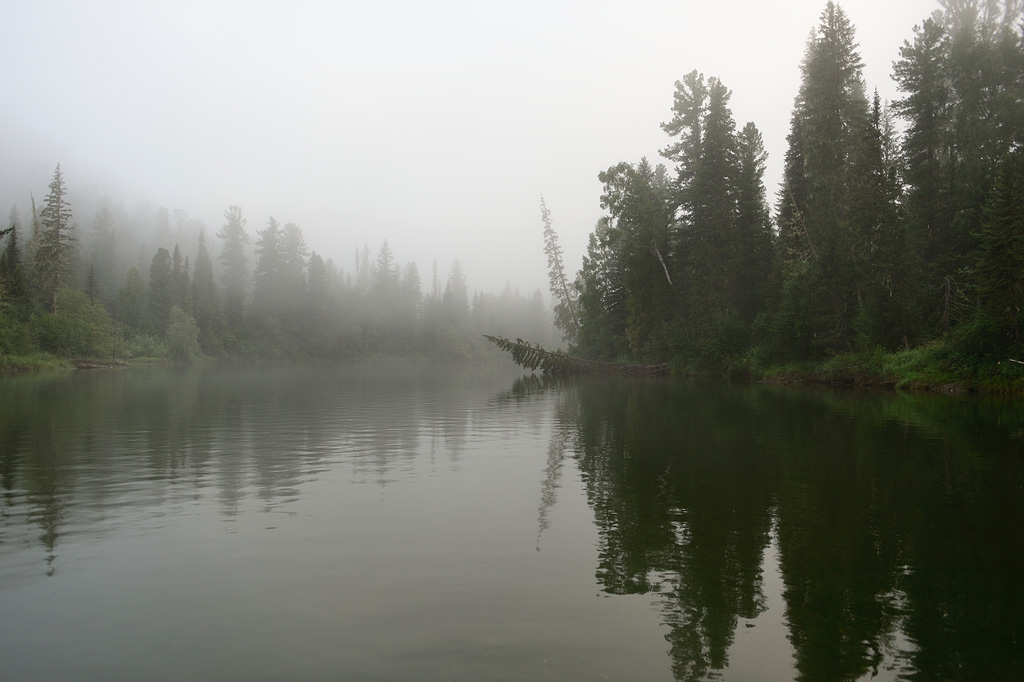
До 1950-х годов в верховьях реки Большой Абакан в Хакасии находился участок Алтайского заповедника

Ещё в 1920—1940-е годы о необходимости принятия мер по сохранению уникальной флоры Хакасии писали такие известные ботаники, работавшие здесь, как В. В. Ревердатто, Л. М. Черепнин, К. А. Соболевская. Тогда на территории региона в верховьях реки Большой Абакан находилась часть Алтайского заповедника, но в 1950-х годах он сократил свою площадь. Основные работы по созданию особо охраняемых природных территорий (ООПТ) Хакасии начались с 1970-х годов. Были сформированы три охотничьих (зоологических) заказника. Также на территории в 72 га был открыт полигон-трансект с заповедным режимом. В 1991 году в целях защиты хакасских степей был создан заповедник «Чазы», а двумя годами позже — «Малый Абакан» для сохранения местных лесов.
29 января 1991 года Хакасская ССР была переименована в Республику Хакасия. Одним из первых нормативно-правовых актов, принятых после этого преобразования, стал закон «Об особо охраняемых природных территориях». Подобный федеральный закон утверждён лишь в 1995 году. При этом перечень категорий ООПТ в республиканском законе отличался от представленного в федеральном.
14 февраля 1995 года постановлением Совета Министров Хакасии был создан орнитологический заказник «Урочище Трёхозёрки» с ограниченным сроком действия в 10 лет. В 1998 году правительство республики утвердило перечень земель для создания ООПТ. Планировалось создать заповедник «Лыковская заимка» (180 000 га) и 26 заказников: 17 зоологических общей площадью около 350 000 га, два ботанических (6200 га), один геологический (6500 га), шесть ландшафтных и ландшафтно-исторических (82 500 га). Для получения заповедниками «Чазы» и «Малый Абакан» статуса биосферных резервировались земли для семи биосферных полигонов в 215 800 га. Постановление ссылалось на федеральный закон, но в части наименования некоторых типов ООПТ ему не соответствовало. Так, упоминалась категория «национальный природный парк», к которой относились НПП «Июсский» (50 000 га) и «Казановка» (30 000 га, определён как «кластерный участок заповедника „Чазы“»). Кроме того, документе отсутствуют памятники природы, но перечислены 18 памятников истории, нет лечебно-оздоровительных местностей и курортов, но выделены семь лечебнооздоровительных зон.
В 1998 году на 2561,3 га расширены границы заповедника «Чазы» за счёт присоединения территории озера Улуг-Коль и прилегающих к нему земельных участков. В 1999 году природные комплексы «Бондаревский бор» (2485 га), «Смирновский бор» (1112 га) и «Очурский бор» (1199 га) объявлены природоохранными памятниками природы республиканского значения. В том же году создан государственный природный заповедник «Хакасский» путём объединения двух других — «Малого Абакана» (97 829 га) и «Чазы» (27 295,3 га).
В 2001 году созданы государственные природные зоологические заказники «Боградский» (54 000 га) и «Июсский» (30 000 га). Заповедник «Хакасский» был расширен за счёт участка «Заимка Лыковых» (142 441 га). С 2003 года более активно стал проходить процесс приведения республиканского законодательства в соответствие федеральному. В августе 2010 года начала работу Дирекция по ООПТ Хакасии для реализации «полномочий в сфере организации и обеспечения функционирования особо охраняемых природных территорий республиканского регионального значения». Деятельность по созданию региональных ООПТ и управлению ими стало носить более активный и упорядоченный характер. В том же 2010 году образован зоологический заказник регионального значения «Кискачинский» (79 340 га), в 2013 — природный парк «Хакасия» (162 632,5 га), в 2014 — региональный зоологический заказник «Урочище Трехозёрки» (1348,5 га) и региональный памятник природы «Уйтаг» (235 га), в 2015 — региональный комплексный заказник «Олений перевал» (48 940).
23 октября 2020 года создан государственный природный заказник «Озёра Койбальской степи» (1261 га). 26 ноября 2020 года начал функционирование памятник природы «Каменный лес» (223,5 га). 22 октября 2021 года сформирован памятник природы «Ивановские озёра» (4180,0 га). 13 апреля 2021 открылся природный парк «Маранкульский».

## Регионального значения

### Государственные природные заказники
| №     | Изображение | Название                | Площадь, га | Район                 | Дата создания   |
| ----- | ----------- | ----------------------- | ----------- | --------------------- | --------------- |
| 1     | —           | Боградский              | 54 000,0    | Боградский            | 1963            |
| 2     |             | Июсский                 | 30 000,0    | Ширинский             | 1980            |
| 3     |             | Кискачинский            | 79 340,0    | Усть-Абаканский Сорск | 10 декабря 2010 |
| 4     | —           | Озёра Койбальской степи | 1261,0      | Алтайский Бейский     | 23 октября 2020 |
| 5     | —           | Олений перевал          | 48 940,0    | Орджоникидзевский     | 20 ноября 2015  |
| 6     |             | Урочище Трёхозёрки      | 1348,5      | Алтайский             | 19 июня 2014    |
| Итого | Итого       | Итого                   | 214 889,5   | —                     | —               |

### Памятники природы
| №     | Изображение | Название           | Площадь, га | Район             | Дата создания    |
| ----- | ----------- | ------------------ | ----------- | ----------------- | ---------------- |
| 1     |             | Абазинский бор     | 176,0       | Абаза             | 21 июля 1988     |
| 2     | —           | Бондаревский бор   | 2485,0      | Бейский           | 21 июля 1988     |
| 3     |             | Бородинская пещера | 28,0        | Боградский        | 30 сентября 2022 |
| 4     |             | Ивановские озёра   | 4180,0      | Орджоникидзевский | 22 октября 2021  |
| 5     |             | Каменный лес       | 223,5       | Ширинский         | 26 ноября 2020   |
| 6     | —           | Очурский бор       | 1304,0      | Алтайский         | 21 июля 1988     |
| 7     |             | Смирновский бор    | 1112,0      | Алтайский         | 21 июля 1988     |
| 8     |             | Уйтаг              | 235,0       | Аскизский         | 24 октября 2014  |
| Итого | Итого       | Итого              | 9743,5      | —                 | —                |

### Природные парки
| №     | Изображение | Название      | Площадь, га | Район      | Дата создания  |
| ----- | ----------- | ------------- | ----------- | ---------- | -------------- |
| 1     | —           | Маранкульский | 22 555,0    | Таштыпский | 13 апреля 2021 |
| 2     | —           | Хакасия       | 162 638,5   | Таштыпский | 26 марта 2013  |
| Итого | Итого       | Итого         | 185 193,5   | —          | —              |

## Федерального значения

### Государственный природный заказник
| № | Изображение | Название | Площадь, га | Район      | Дата создания  |
| - | ----------- | -------- | ----------- | ---------- | -------------- |
| 1 | —           | Позарым  | 253 742,5   | Таштыпский | 8 декабря 2011 |

### Государственный природный заповедник
| № | Изображение | Название  | Площадь, га | Район                                                             | Дата создания   |
| - | ----------- | --------- | ----------- | ----------------------------------------------------------------- | --------------- |
| 1 |             | Хакасский | 267 978,0   | Боградский Орджоникидзевский Таштыпский Усть-Абаканский Ширинский | 4 сентября 1999 |

## Планируемые к созданию

### Государственные природные заказники
| № | Изображение | Название  | Площадь, га | Район                                |
| - | ----------- | --------- | ----------- | ------------------------------------ |
| 1 | —           | Сапсан    | 118 484,0   | Аскизский Боградский Усть-Абаканский |
| 2 | —           | Уртенский | 50 000,0    | Таштыпский                           |

### Памятники природы
| № | Изображение | Название    | Площадь, га | Район            |
| - | ----------- | ----------- | ----------- | ---------------- |
| 1 |             | Гора Чалпан | 500,0       | Абаза Таштыпский |

## Комментарии
1. ↑  Включая кластерные участки «Подзаплоты» (Орджоникидзевский район, 5262 га), «Озеро Белё» (Ширинский район, 5301 га), «Озеро Иткуль» (Ширинский район, 5547 га), «Озеро Шира» (Ширинский район, 1397 га), «Оглахты» (Боградский район, 2913 га), «Камызякская степь с озером Улух-Коль» (Усть-Абаканский район, 4789 га), «Хол-Богаз» (Усть-Абаканский район, 2499 га), «Малый Абакан» (Таштыпский район, 97 829 га), «Заимка Лыковых» (Таштыпский район, 142 441 га)[1].
2. ↑  Включая кластерные участки «Сарский» (Аскизский район, 28 609,2 га), «Харасугско-Биджанский» (Боградский и Усть-Абаканский районы, 20 780,0 га), «Сагархая» (Усть-Абаканский район 11 282,1 га), «Горы Большие Бояры» (Боградский район, 7812,7 га)[1].